# Wilhelm Mommsen (Politiker)
Christian Wilhelm Agapetus Mommsen (* 18. August 1852 in Hamburg-St. Georg; † 15. März 1901 in Hannover) war ein deutscher Richter und Politiker.

## Leben
Mommsen war der Sohn des Konrektors Prof. Dr. Johann August Wilhelm Mommsen in Schleswig und dessen Ehefrau Marie Rosalie, geborene Herzog. Er heiratete am 12. Mai 1888 Martha Marie Caroline Luise Carstens (* 1865) aus Hamburg. Er besuchte das Gymnasium Schleswig, wo er 1870 das Abitur ablegte. Danach studierte er von 1870 bis 1874 Rechtswissenschaften in Kiel, Leipzig und Bonn. 1875 wurde er Referendar und von 1879 bis 1881 war er Gerichtsassessor in Schleswig, Hannover, Altona und Limburg an der Lahn. 1881 wurde er Amtsrichter in Pyrmont, wo er 1893 zum Amtsgerichtsrat befördert wurde. 1899 wechselte er als Amtsgerichtsrat nach Hannover.
1890 bis 1898 war er Abgeordneter im Landtag des Fürstentums Waldeck-Pyrmont. Er wurde im Wahlkreis Pyrmont gewählt. 1891 und von 1894 bis 1898 war er Vizepräsident des Landtags.